# Jesús Ezquerra
Jesús Ezquerra Muela (ur. 30 listopada 1990 w Treto) – hiszpański kolarz szosowy.

## Osiągnięcia
Opracowano na podstawie:
2013
- 1. miejsce na 1. etapie Czech Cycling Tour (jazda drużynowa na czas)

2016
- 1. miejsce na 8. etapie Volta a Portugal

## Rankingi
| Rok             | 2012 | 2013 | 2014 | 2015  | 2016  | 2017  | 2018 | 2019  | 2020 | 2021 | 2022 | 2023 | 2024  |
| --------------- | ---- | ---- | ---- | ----- | ----- | ----- | ---- | ----- | ---- | ---- | ---- | ---- | ----- |
| World Ranking   |      |      |      |       | 1112. | 2526. | 740. | 1882. | -    | 749. | 701. | 934. | 2109. |
| UCI Europe Tour | 847. | 677. | -    | 1244. | 752.  | 1646. | 502. | 1241. | -    | 592. | 540. | -    | -     |
| UCI Asia Tour   | -    | 337. | -    | -     | -     | -     | 721. |       |      |      |      |      |       |
|                 |      |      |      |       |       |       |      |       |      |      |      |      |       |
| Źródło: UCI     |      |      |      |       |       |       |      |       |      |      |      |      |       |